# La Chasse aux canards
La Chasse aux canards (De Metsiers), publié en 1950, est le premier roman de l'écrivain belge néerlandophone Hugo Claus. Il aurait été décidé en 1948, sur un pari, puis rédigé en un mois en 1950, selon une perspective narrative multiple (comme pour Faulkner, et le Nouveau Roman), sur des thèmes d'inceste et de consanguinité.

## Résumé
L'action se déroule en pays belge néerlandophone, en Flandres : Maoerbeke, Vermaeke, Zedelghem, Vervinck...
Dans une ferme isolée du village (sans nom), vivent les Metsiers, réprouvés, méprisés, calomniés, chassés, hérétiques, païens...
Ils travaillent : froment, pommes de terre, fruits, vaches, cochons, poules. 
La ferme est du modèle courant d'alors : toit de paille, couche de chaux, poulailler, étable, pièce commune, boue, chien...
Tout se déroule dans les années 1945-1949, avec un camp militaire américain un peu plus loin.
Ana, la jeune fille de la ferme est enceinte, sans doute de Frank. Elle se fait traiter en ville, accompagnée de son (demi-)frère Yan, un peu demeuré, et qui décide de rester se faire câliner chez Miette. Et Ana rencontre Jim, un soldat américain néerlandophone, avec lequel elle va au cabanon puis au château du baron Vervinck. Le lendemain matin, Jim raccompagne Ana à la ferme, et prétend que l'armée réquisitionne un logement pour deux soldats.
Tout s'arrange, puis, tout se complique : incendie de ferme, tir au revolver contre l'établissement de plaisir, chasse aux canards...

## Personnages
- la famille Metsiers
  - le Père, le maître de la ferme, décédé, après avoir reçu en avertissement un tir de plombs dans les jambes
  - la Mère, Marie, autour de qui tous les hommes tourn(ai)ent, la patronne de la ferme
  - la fille, 21 ans, Ana, blonde, enceinte, avortée, amoureuse, Mademoiselle, putain, mon ange, grosse dinde, a autrefois travaillé à la filature de la ville, amoureuse de Yan et de Jim
  - le fils, 19 ans, Yan, Yannie, Le Lapin, bâtard, blond, le futur maître de la ferme, accusé d'avoir incendié granges et meules de foin, amoureux d'Ana
  - le chien, Tanno
  - Peter Verkind, domestique depuis au moins 25 ans, 50 ans sans doute, Peter des Metsiers, autrefois étalon pour Liesje Baert, le responsable de fait
  - le vieux Jules Goosens, 60 ans, récent converti, radoteur avec son livre, sa faulx, et ses supposés amis (Le Révérend, Vander), faux-jeton, sale gueule de fanatique, bras tordu, et ses invitations à assister à la réunion religieuse
  - Fine, sœur de Peter, qui a travaillé un temps à la ferme, avant de disparaître
- le village et/ou la ville
  - le vieux Smelders, et sa femme
  - le jeune Smelders, Frank, le gros, fiancé d'Ana
  - le vieux Barre, garde-chasse
  - Miette la Française, belle femme dans son débit de boisson à rideaux rouges, avec arrière-salle
  - le docteur Verelst
  - Mme Sassen, l'avorteuse à 150 francs la consultation
  - et quelques autres, dont le vicaire Ghekierl, mort étrangement
- les étrangers
  - Jim Braddock, soldat américain, d'origine néerlandaise, néerlandophone, interprète du camp militaire, marié (là-bas), amoureux d'Ana, « trop secret et trop gentil à la fois »
  - le sergent Carter, le soldat Eddie Morgan

## Accueil
Les lecteurs francophones aussi apprécient ce roman familial, sur les «  Metsiers, une famille effectivement bancale dans une ferme isolée des Flandres ».
« M. Claus a usé d'un procédé qui lui a valu d'être flatteusement comparé aux auteurs américains ; il aurait pu s'en passer. Il expose l'action dans une suite de monologues, chaque personnage ne la comprenant, à mesure qu'elle avance, que d'après ce qu'il sait. Dans un long volume ce serait insupportable ; sur cent cinquante pages, l'angoisse en devient forte ».

## Récompenses et distinctions
- Prix Leo J. Kryn (nl) 1950
- Prix Ark van het Vrije Woord (nl) 1952